# Новая Слобода (Ульяновская область)
Новая Слобода — село Сенгилеевского района, административный центр Новослободского сельского поселения. 

## География
Находится у юго-западной окраины районного центра города Сенгилей.

## История
Основано в XVII веке в связи с устройством Закамской засечной черты. Изначально называлась - Нововыселенная.
Так как своей церкви в слободе не было, то прихожане ходили в Покровский собор г. Сенгилея.
Церковно-приходская школа в дер. Новой Слободе (с 1896 г.), помещалась в собственном здании.

## Население
Население составляло: на 1859 г.- 122 двора, 385 м. и 456 ж.; на 1900 г. -  в 109 дворах жило: 437 м. и 475 ж.; 923 человек в 2002 году (русские 83%), 809 по переписи 2010 года.